# Cammino di Santiago di Compostela
Il Cammino di Santiago di Compostela (in spagnolo Camino de Santiago, in galiziano Camiño de Santiago) è una rete di itinerari che, a partire dal Medioevo, i pellegrini hanno percorso attraverso l'Europa per giungere alla Cattedrale di Santiago di Compostela, presso la quale si troverebbero le reliquie dell'Apostolo San Giacomo il Maggiore. Ad oggi, l'itinerario più utilizzato è il cosiddetto Camino Francés, lungo circa 800 km, che normalmente viene percorso in circa un mese. Nel 1993 le strade francesi e spagnole che compongono l'itinerario sono state dichiarate Patrimonio dell'umanità dall'UNESCO.

## Storia

### Gli inizi (secolo IX e X)
Il Cammino di Santiago di Compostela è legato alla presenza della tomba di Giacomo il Maggiore e al suo ritrovamento, che risale al IX secolo. Sebbene l'apostolo sia stato decapitato in Palestina nell'anno 44 d.C. dal re Erode Agrippa I (At12,1-2), la Legenda Aurea racconta che i suoi discepoli, con una barca guidata da un angelo, ne trasportarono il corpo in Galizia, regione in cui Giacomo si spinse per evangelizzare le popolazioni di cultura celtica, per poi seppellirlo in un bosco vicino a Iria Flavia, il porto romano più importante della zona.
Le informazioni scritte più antiche di come fu scoperta la tomba del Santo si trovano in un manoscritto del 1077 chiamato Concordia di Antealtares, nel quale si racconta che, sotto il regno di Alfonso II il Casto (791-842), re delle Asturie, un eremita chiamato Pelagio, che viveva nei pressi di una chiesa, ebbe la rivelazione che la tomba di Giacomo il Maggiore si trovava nelle vicinanze, mentre diversi parrocchiani della chiesa dissero di aver visto delle luci simili a stelle sopra un determinato luogo sul monte Liberon. Subito comunicarono questi eventi a Teodomiro, il vescovo di Iria, il quale, dopo tre giorni, scoprì in quel luogo una necropoli che conteneva dei corpi, uno dei quali aveva la testa mozzata.
Per questo motivo si pensa che la parola Compostela derivi da Campus Stellae (campo della stella) o da Campos Tellum (terreno di sepoltura).
Attorno all'anno 825, Alfonso il Casto partì da Oviedo con la sua corte per visitare la tomba del Santo e per questo viene considerato il primo pellegrino della storia. Egli ordinò la costruzione di una prima chiesa: si trattava di un tempietto piuttosto semplice, a navata unica e pianta quadrata, al cui interno era ospitata la tomba. Il culto dell'apostolo si diffuse presto nella popolazione cristiana della penisola e, pochi decenni dopo la scoperta della tomba, questo fatto fu raccolto in martirologi e diffuso nell'Europa cristiana occidentale. Una comunità di monaci benedettini si stabilì in quello che era conosciuto come Locus Sancti Iacobi. Questa venne attaccata nel 858 dai Vichinghi, che la posero sotto assedio finché non vennero scacciati dalle truppe asturiane. Nell’895 una donazione del re Alfonso III il Magno permise di ingrandire la basilica: il nuovo tempio, terminato nel 899, era costituito da tre navate, con un'abside quadrangolare che ospitava la tomba del Santo.
Iniziarono così i primi pellegrinaggi alla tomba dell'apostolo (Peregrinatio ad limina Sancti Jacobi), dapprima dalle Asturie e dalla Galizia, poi da tutta l'Europa: già nel primo decennio del X secolo furono inviate lettere al re Alfonso III dalla città di Tours per chiedere informazioni sulla tomba apostolica. Successivamente, si hanno le prime testimonianze scritte di pellegrini al di fuori della penisola iberica: nel 950 fu Godescalco, Vescovo di Le Puy, a compiere il pellegrinaggio; nel 959 l'abate di Montserrat; nel 961 una delle figure ecclesiastiche più importanti in Francia: l'Arcivescovo di Reims.

### La diffusione (secoli XI e XII)

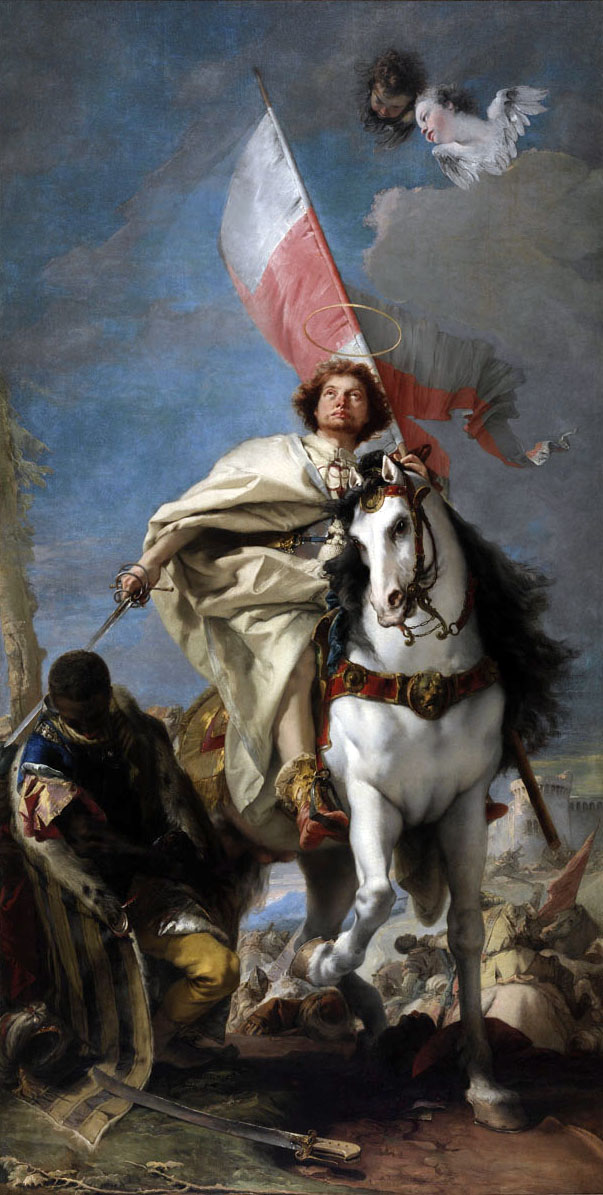
Interpretazione di Giacomo il Maggiore come Santiago Matamoros. Giovanni Battista Tiepolo (Museo di belle arti, Budapest)

Il processo di Reconquista conobbe un impulso importante durante questo periodo. I re asturiani e leonesi (che nelle loro donazioni all'apostolo chiesero il suo aiuto di fronte al nemico) riuscirono a espandere i territori cristiani per controllare l'intera Meseta settentrionale mentre i Navarresi consolidarono il loro dominio sull'Alto Ebro. In questi anni si diffuse rapidamente nella tradizione popolare e nell'iconografia religiosa l'immagine potente di Santiago Matamoros, vessillo della ribellione della Spagna al dominio islamico. Tale devozione fu principalmente sostenuta da parte del monachesimo cluniacense e dettagliatamente documentata nel Codex calixtinus, che faceva di Santiago il pilastro divino della riconquista dell'Europa meridionale dal dominio degli invasori musulmani, facendo di san Giacomo una sorta di protettore dei cristiani dalle scorrerie e invasioni di popoli islamici. La scena originaria della miracolosa intercessione del Santo Apostolo fu individuata nella Rioja, quando, nella battaglia di Clavijo (844), secondo la leggenda, Santiago, su un cavallo bianco, avrebbe guidato alla vittoria l'esercito cristiano di Ramiro I delle Asturie contro i musulmani di Al-Andalus.
Questa avanzata però si arrestò con la salita al potere del califfo Almanzor che riguadagnò parte dei territori e organizzò continue incursioni. In una di queste, nel 997 arrivò a distruggere e saccheggiare Santiago di Compostela, ma rispettò il sepolcro del santo, permettendo che i pellegrinaggi continuassero. Dopo la morte di Almanzor (1002), il califfato fu immerso in una lunga guerra civile che finì per disintegrarlo nei regni di Taifa.
In questo contesto favorevole, il pellegrinaggio a Compostela conobbe una notevole crescita che lo rese uno dei tre grandi pellegrinaggi cristiani. La devozione a San Giacomo si diffuse fortemente in tutto il continente, portando le persone dalla Francia, dalle Fiandre, dall'Impero germanico, dall'Italia o dall'Inghilterra a intraprendere il viaggio verso la sua tomba. Come conseguenza di questo fenomeno, la diocesi acquistò grande ricchezza e potere, tanto che nel 1095 il vescovo Diego Gelmírez iniziò la costruzione della nuova cattedrale, arricchendola con numerose reliquie. I lavori terminarono nel 1211, quando la cattedrale fu finalmente consacrata durante il regno di Alfonso IX.
Nel corso del XII secolo, le autorità collaborarono alla diffusione del Cammino emanando regolamenti per proteggere i pellegrini: nel 1114 il consiglio di León diede loro la libertà di circolare nel regno, mentre nel 1123 il Concilio Lateranense I stabilì a livello europeo la scomunica per chi li avesse derubati. Nel 1170 fu creato l'ordine di Santiago, inizialmente destinato a proteggere i pellegrini e in seguito fortemente coinvolto nella Reconquista e nel ripopolamento dei nuovi territori. Contemporaneamente i nobili e gli ecclesiastici cercarono di migliorare le condizioni del Cammino anche dal punto di vista infrastrutturale: vennero infatti fondati ostelli lungo il percorso, costruiti ponti e soppressi i pedaggi. In questo modo, entro la fine del secolo, lungo l'intero itinerario proveniente dai Pirenei, era stata completata una infrastruttura di accoglienza sicura.
Fu in questo periodo (intorno al 1140) che venne realizzata la prima guida scritta che sia giunta fino a noi: si tratta del Liber Peregrinationis (parte dell'opera Liber Sancti Iacobi) che descriveva le rotte francesi per raggiungere il passo dei Pirenei e la successiva rotta per Compostela. Questo manoscritto avrebbe influenzato lo sviluppo del Cammino e la sua diffusione nel Cristianesimo occidentale.

### L'apogeo del Cammino (secoli XIII, XIV e XV)

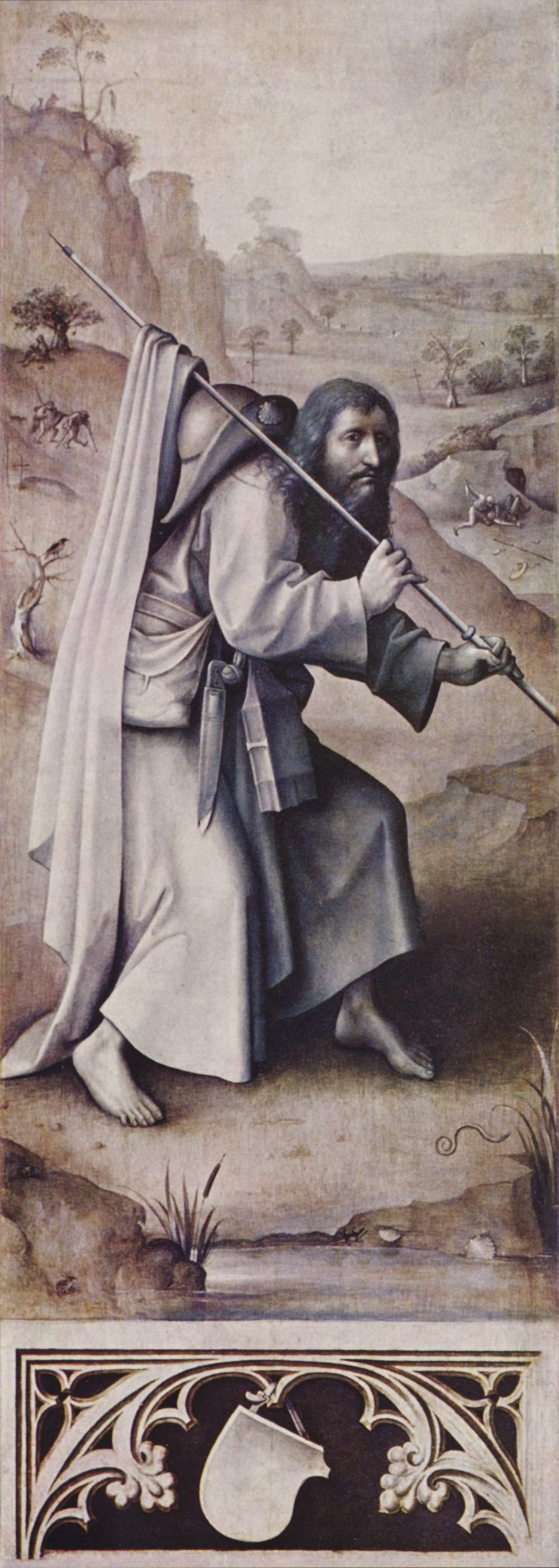
San Giacomo rappresentato sul Trittico del Giudizio di Vienna, Hieronymus Bosch (1482 circa)

Nel corso del XIII secolo, il pellegrinaggio a Compostela era diventato un fenomeno popolare molto diffuso, tanto che un inviato francese alla corte del Khan mongolo, nel 1253 raccontò di avere trovato un monaco nestoriano che stava iniziando il suo viaggio verso Santiago. Si diffuse ampiamente anche tra gli inglesi (che raggiungevano via mare il porto di Bordeaux, localizzato in quell'epoca in un territorio da loro controllato) e tra i tedeschi del Nord, tanto che l'apostolo divenne uno dei patroni della Lega anseatica.
All'interno della moltitudine di pellegrini, continuavano a essere presenti personalità ecclesiastiche e nobili dall'Europa. Tra quelli di cui si hanno testimonianze: l'arcivescovo di Bordeaux, il vescovo di Nantes, il Duca Leopoldo d'Austria (1212), Francesco d'Assisi (1214), il vescovo di Liegi (1215), il re di Gerusalemme Giovanni di Brienne (1224); la principessa Ingrid di Svezia (1270), il conte di Poitiers, poi re di Francia, Filippo V (1316), il re Sancho II del Portogallo (1244), Isabella d'Aragona (1325), il duca di Lancaster (1386) e il Marchese di Ferrara (1397).
Nel 1434 fu celebrato il primo "Anno Santo Compostelano" di cui si hanno prove documentate. Questo evento fu un'ulteriore attrattiva e gli anni giubilari videro un aumento significativo del numero di pellegrini. I re castigliani iniziarono l'usanza di visitare Compostela in questi anni di perdono, oltre a stabilire ulteriori protezioni per i pellegrini. Il patrocínio dell'apostolo fu mantenuto nella lotta dei regni cristiani contro i musulmani e, in diverse occasioni, i re castigliani fecero offerte di gratitudine dopo aver ottenuto importanti vittorie.
Nel frattempo le motivazioni dei pellegrini iniziarono a cambiare: da un sentimento di fede e devozione emerse uno sfondo utilitaristico come remissione dei peccati o adempimento dei voti. La città di Liegi fu una delle prime in cui l'obbligo di fare un pellegrinaggio a Compostela fu imposto come sanzione civile. Tale uso venne in seguito adottato nei Paesi Bassi e successivamente in Francia e in Germania. Cominciarono inoltre a comparire i "pellegrinaggi delegati", compiuti da persone in nome e per conto di altri, come nel caso di alcuni pellegrini inviati dalla città di Perpignan nel 1482.

### Prima crisi (secolo XVI)
Nel XVI secolo ci furono diversi fattori che causarono una profonda crisi dei pellegrinaggi alla tomba dell'apostolo.
In primo luogo si ebbe un "declino qualitativo" nella tipologia dei pellegrini, dovuto al fatto che coloro che compivano il pellegrinaggio religioso erano praticamente scomparsi, sostituiti da coloro che lo facevano per condanna di un tribunale o per conto di un'altra persona che li aveva pagati. Inoltre, l'infrastruttura di ospitalità estesa lungo le rotte principali ha iniziato ad attrarre criminali e mendicanti, facendo registrare un sensibile calo della sicurezza e un aumento dei crimini. Nel corso del secolo iniziarono a comparire ordinanze finalizzate a impedire che i pellegrini lasciassero il solito itinerario e nel 1569 fu proibito loro di rimanere più di tre giorni a Santiago. Filippo II stabilì nel 1590 che coloro che volevano intraprendere il pellegrinaggio dovevano ottenere un permesso dall'autorità in cui vivevano, all'interno della quale erano registrati tutti i loro dati, il giorno della partenza e il percorso che intendevano percorrere.
La seconda causa di declino fu la comparsa della teologia protestante, non solo perché le chiese riformate respingevano il culto dei santi e il conseguente pellegrinaggio, ma anche perché i territori protestanti proibivano anche il passaggio ai pellegrini.
Infine, la terza causa di declino furono le guerre che coinvolsero la Francia: inizialmente quelle contro gli Asburgo che colpirono i territori della Borgogna e dei Pirenei, successivamente la guerra religiosa tra ugonotti e cattolici, durante la quale il Sud del paese fu nelle mani dei protestanti, e infine la guerra degli ottant'anni con i Paesi Bassi. All'interno di quest'ultimo conflitto ebbe luogo anche la cosiddetta guerra anglo-spagnola, durante la quale nel 1579 Francis Drake attaccò Santiago di Compostela; le reliquie dell'apostolo vennero nascoste dal vescovo dietro l'altare maggiore, dove rimasero fino al 1879.

### Recupero (secoli XVII e XVIII)

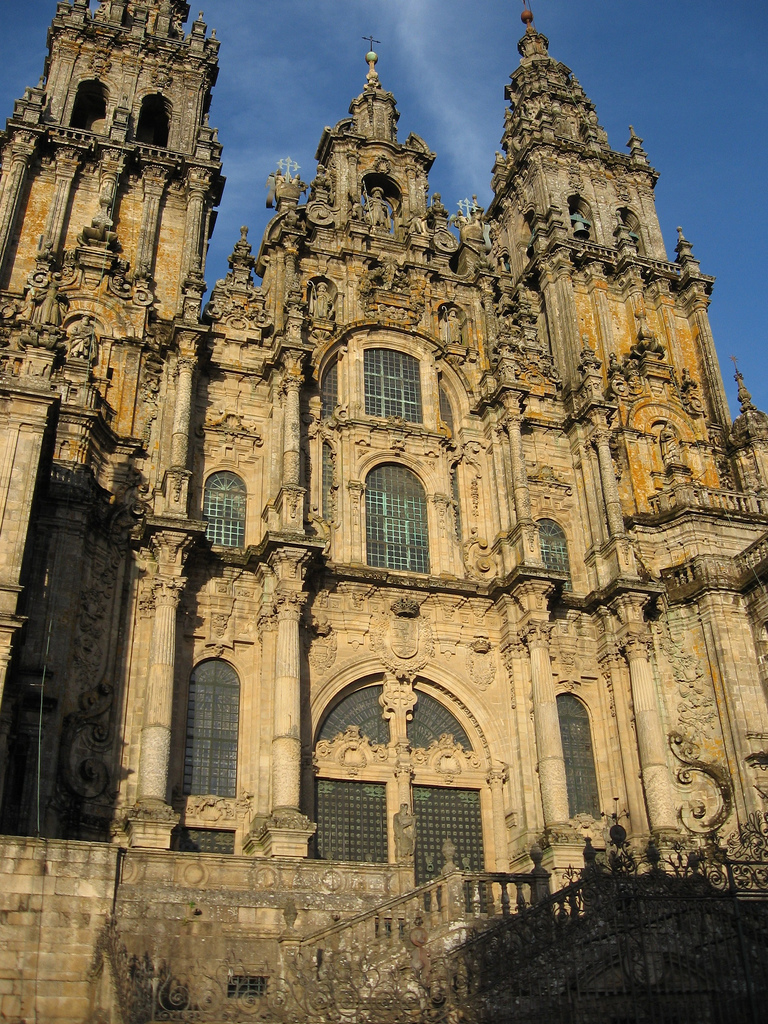
Particolare della fachada do Obradoiro, realizzata tra il 1738 e il 1750

La fine delle guerre di religione portò a un aumento della sicurezza stradale e permise al numero di pellegrini di aumentare gradualmente dalla metà del XVII secolo fino a tutto il XVIII secolo, con l'eccezione degli anni centrali, durante i quali vari conflitti militari europei rendevano difficili i viaggi. Con il successo della Controriforma fu confermata la venerazione dei santi e delle reliquie all'interno del cattolicesimo, confermando di conseguenza anche la base religiosa su cui si fondava il pellegrinaggio a Santiago. Le infrastrutture di accoglienza create per sostenere il pellegrinaggio sopravvissero e continuarono a sostenere i pellegrini così come le confraternite in Francia, nelle Fiandre, in Germania e in Svizzera sopravvissero e continuarono a dare il loro sostegno. La ripresa fece aumentare anche le entrate della Cattedrale di Santiago di Compostela, rendendo possibile un restauro in stile barocco della facciata principale, che fu intrapreso tra il 1738 e il 1750.

### Seconda crisi (secoli XIX e prima metà del XX)
L'inizio dell'età contemporanea coincise con l'inizio di una nuova crisi profonda dovuta a una serie di fattori, sia materiali sia spirituali, e che porterà alla quasi scomparsa a metà del XX secolo.
In senso spirituale, a partire dalla Rivoluzione francese c'è stato un processo di secolarizzazione della società in base al quale l'interesse per il pellegrinaggio a Santiago è diminuito al di fuori della penisola iberica. In Spagna, essendo ormai lontani i tempi della Reconquista, la figura di Santiago Matamoros venne sostituita da quella della Vergine Maria, mentre in Europa le confraternite, che erano state i principali promotori del pellegrinaggio, scomparvero quasi del tutto.
Dal punto di vista materiale, l'insicurezza all'interno della Francia e le guerre in Europa che seguirono la rivoluzione resero molto difficile il transito delle strade. Inoltre, nei territori occupati dalla Francia, tra i quali la Spagna, governata dal fratello di Napoleone, Giuseppe Bonaparte, i monasteri furono sciolti e la maggior parte degli ostelli e delle istituzioni a supporto dei pellegrini vennero soppressi per legge: solo a Burgos ne vennero chiusi 27.
In tutto il periodo compreso tra il 1825 e il 1905 i pellegrini arrivati a Santiago furono solo 10 685 (una media di 130 all'anno). Si trattava principalmente di contadini e braccianti provenienti principalmente dalla penisola iberica, di età compresa tra i 40 e i 60 anni. La progressiva secolarizzazione della società, la prima guerra mondiale e l'isolamento della Spagna accentuarono questa tendenza, tanto che nei primi tre decenni del XX secolo giunsero quasi esclusivamente pellegrini galiziani, concentrati alla festa di San Giacomo (25 luglio) o durante un "Anno Santo Compostelano".

### Rinascita (seconda metà del XX secolo)

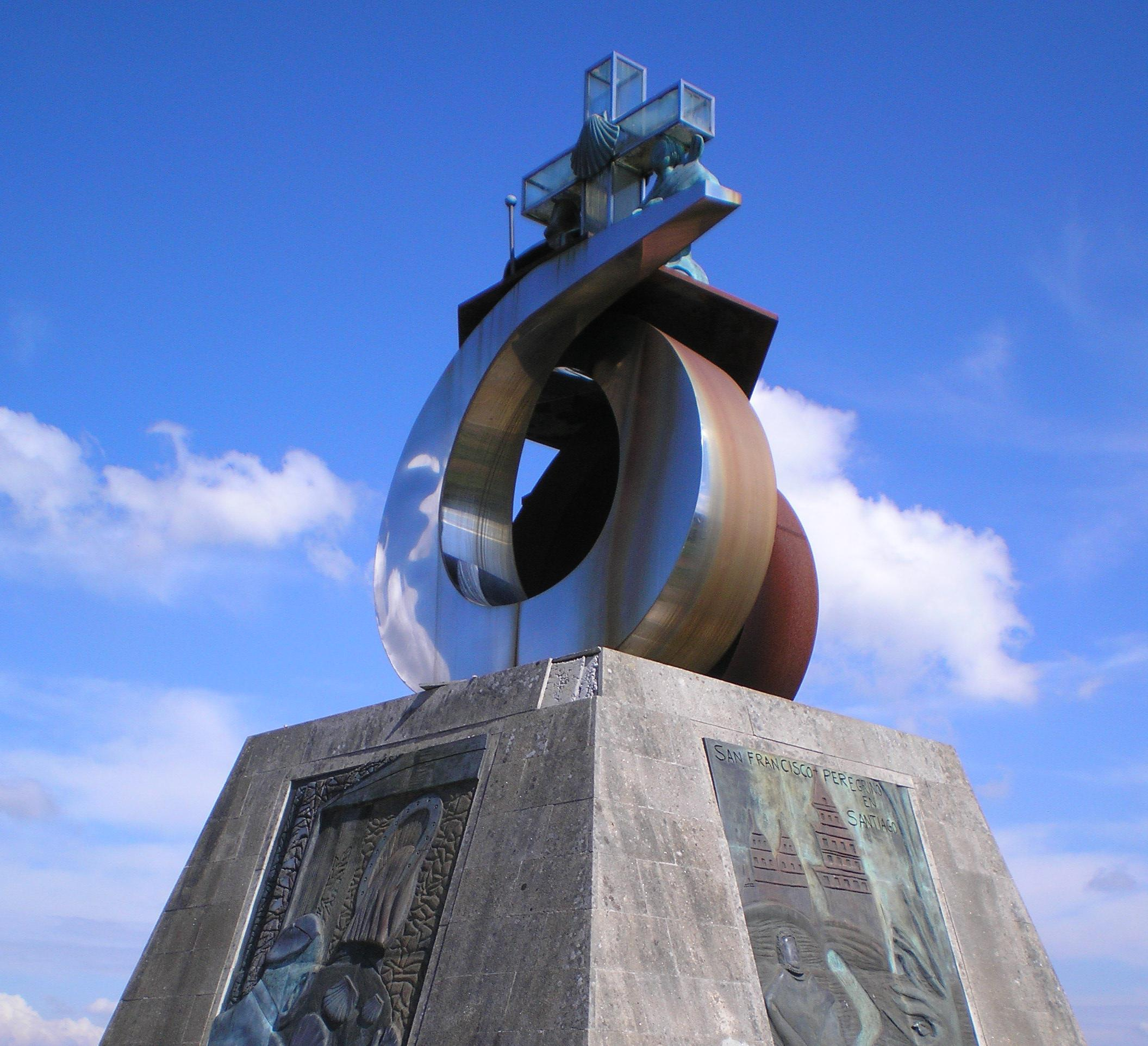
Monumento realizzato a Monte do Gozo, per commemorare la visita di Giovanni Paolo II durante la Giornata Mondiale della Gioventù del 1989

Dopo la seconda guerra mondiale, in Europa emerse un ambiente politico e culturale che cercava l'integrazione tra i suoi paesi come mezzo per evitare i conflitti armati che avevano afflitto il continente in passato. Inoltre la Spagna, che era caduta in isolamento politico, stava cercando di riavvicinarsi all'Europa, dove il turismo era visto come un settore fondamentale dell'economia. In questo contesto le pubbliche amministrazioni hanno finito per sostenere gli sforzi compiuti da laici ed ecclesiastici per recuperare il Cammino.
Le prime due associazioni moderne per la promozione del pellegrinaggio a Compostela apparvero a Parigi (1950) ed Estella (1962), che operarono sostenendo i pochi pellegrini e organizzando attività in relazione al Cammino. Il pellegrinaggio a piedi era considerato "un ricordo del passato", qualcosa che solo pochi pionieri hanno intrapreso come un'avventura. Alcuni di essi, nel corso degli anni 1960, hanno pubblicato libri con la loro esperienza in cui registrano la precarietà del percorso e l'insolita presenza di camminatori, che a volte venivano scambiati per malintenzionati, soggetti a legge pigra e teppisti. Per evitare questo problema, l'associazione parigina sviluppò nel 1958 la "credenziale del pellegrino".
La Chiesa cattolica fu decisamente coinvolta nel recupero del Cammino. Già nel 1954, il cardinale Quiroga pubblicò una lettera pastorale in cui incoraggiava un pellegrinaggio a Santiago e nel 1956 fondò la rivista Compostellanum, da allora pubblicata con cadenza trimestrale. Nel 1975, papa Paolo VI concesse il diritto perpetuo di celebrare gli anni del giubileo, e l'anno successivo fu istituita la "messa del pellegrino". Giovanni Paolo II visiterà la tomba dell'apostolo per ben due volte: nel 1982, quando pronunciò il famoso discorso in cui sottolineò la centralità del pellegrinaggio di Santiago di Compostela per la formazione di una coscienza unitaria europea, e nel 1989, in occasione della IV Giornata mondiale della gioventù. Nel 2010 fu la volta di Benedetto XVI che celebrò messa in occasione dell'"Anno Santo Compostelano".

## Il Cammino di Santiago oggi
| Le barre verdi sono gli Anni Santi |

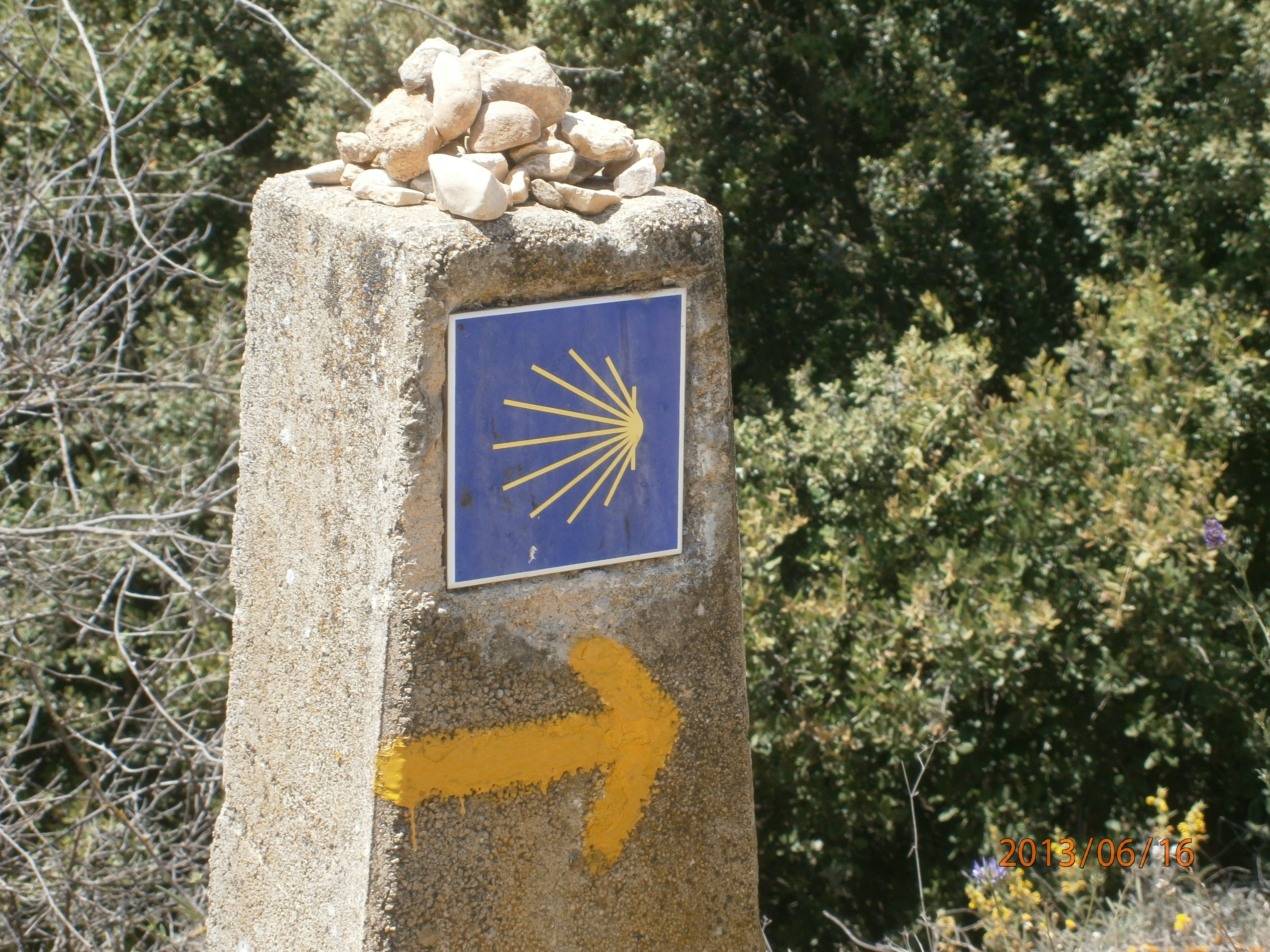
Segnale del Cammino in Spagna

A partire dagli anni 1990, il Cammino di Santiago riguadagnò la popolarità che aveva nel Medioevo, soprattutto dopo che il 23 ottobre 1987 il Consiglio d'Europa ne ha riconosciuto l'importanza, dichiarandolo come il primo "Itinerario culturale europeo" e finanziando adeguatamente tutte le iniziative per segnalare in modo conveniente il percorso.
Questo riconoscimento, che pone l'accento sul carattere storico e culturale del Cammino, è stato probabilmente una delle principali ragioni della forte ripresa di frequentazione del Cammino stesso anche da parte di persone che non lo percorrono per motivi religiosi e, in misura crescente di anno in anno, di nazionalità non spagnola. A ciò ha contribuito anche il forte impulso della Xunta de Galicia, (il governo regionale galiziano), che, a partire dall'Anno giacobeo del 1993, promuove il Cammino come attività turistica. Nello stesso anno, il Cammino ha ottenuto da parte dell'UNESCO il riconoscimento di Patrimonio dell'Umanità.
Nel 2023, 446 064 pellegrini hanno completato il Cammino di Santiago. Di questi, il 44% erano spagnoli, mentre gli italiani sono la terza nazionalità più numerosa (6,5%).

### Le vie verso Santiago

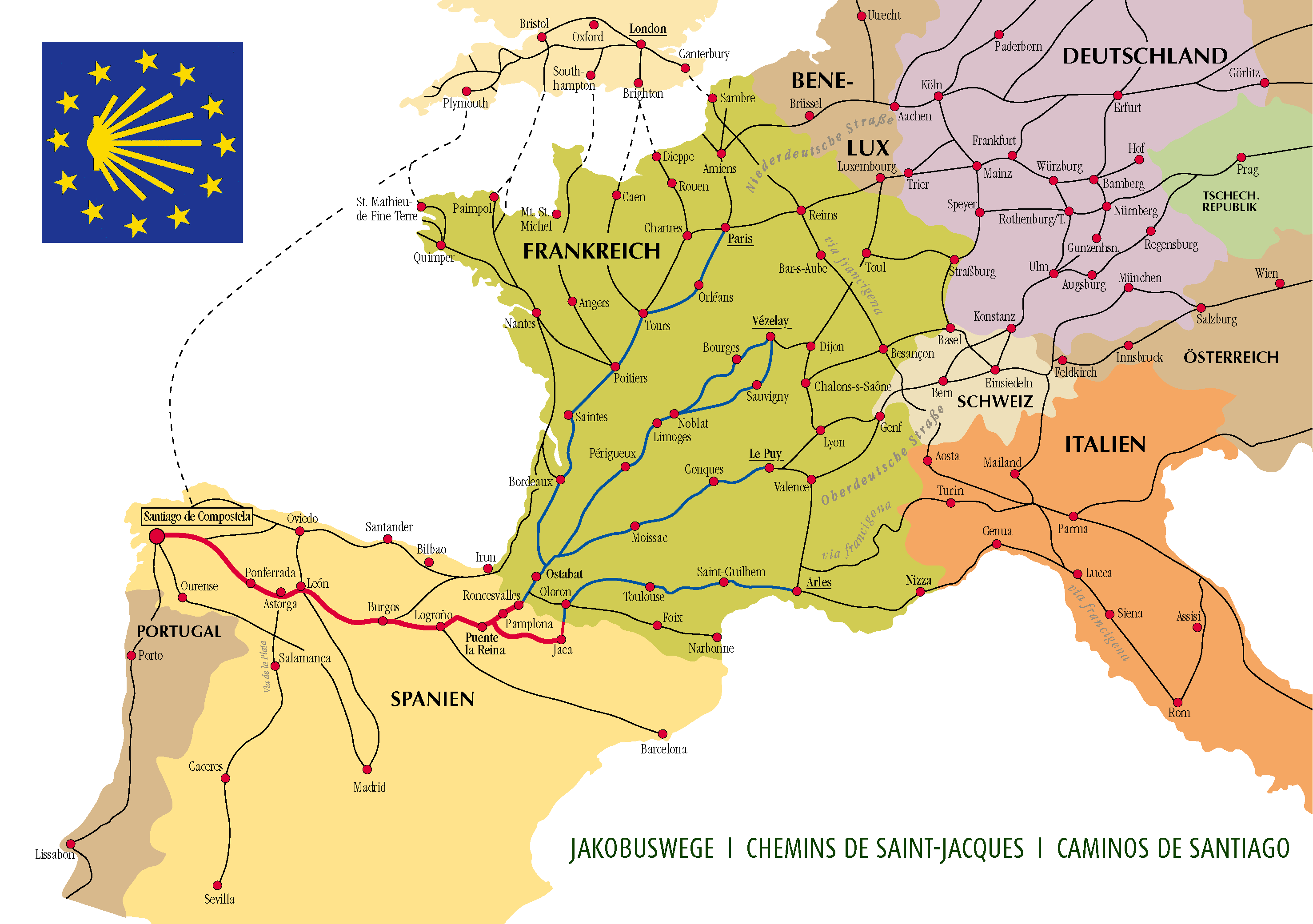
I cammini di Santiago in Europa

Le principali vie che convergevano verso Santiago sono descritte nel quinto libro del Codex calixtinus e sono quelle elencate di seguito:
- Il Camino Francés: è il più famoso e frequentato (scelto dal 54,6% dei pellegrini nel 2019[1]). Storicamente, la maggior parte dei pellegrini arrivava dall'Italia percorrendo la via Francigena (e quindi i passi del Moncenisio o del Monginevro) oppure dalla Francia, percorrendo le strade francesi per Santiago di Compostela: tipicamente da Arles (via Tolosana che passa i Pirenei sul Passo del Somport, Huesca), da Le Puy (via Podense), da Vézelay (via Lemovicense) o da Parigi e Tours (via Turonensis) che passano i Pirenei a Roncisvalle. A seconda di quale passo attraversano, le vie prendono il nome di Camino Aragonés, da Somport, oppure Camino Navarro, da Roncisvalle. Quest'ultima è quella maggiormente frequentata, con la maggior parte dei pellegrini che considerano come punto di inizio del cammino francese la città di Saint-Jean-Pied-de-Port; da qui a Santiago, passando per Leon, sono circa 800 km. I due percorsi confluiscono a Puente la Reina, che rappresenta il punto di raccolta dei pellegrini. Il tragitto da Sarria a Santiago (111 km) è la distanza minima da percorrere per ottenere la "compostela" (un riconoscimento religioso)
- Il Camino Primitivo: è il più antico percorso di pellegrinaggio a Santiago di Compostela. Utilizzato per la prima volta nel IX secolo, inizia a Oviedo nelle Asturie ed è lungo 319 km.
- Il Camino Portugués: il secondo percorso più popolare[1]. Ha inizio dalla Chiesa di San Giacomo a Lisbona (610 km in totale) oppure dalla Cattedrale di Porto (227 km in totale) e attraversa il confine con la Galizia a Tui.
- Il Camino Inglés, percorso da pellegrini provenienti dall'Inghilterra nei secoli XI-XIII, ha inizio da Ferrol sulla costa nord-occidentale della Galizia; seguendo l'insenatura atlantica denominata Ría de Ferrol, prosegue per Neda, si addentra fino a Miño e Betanzos (Spagna) (sul Ría de Betanzos) per lasciare definitivamente la costa fino a Bruma, Sigüeiro e Santiago. In totale è lungo 113 km ed è caratterizzato da ardue salite.
- Il Camino del Norte: ha inizio nella città basca di Irun al confine con la Francia. Il percorso segue la costa della baia di Biscaglia attraversando i Paesi Baschi (San Sebastián e Bilbao), la Cantabria (Santander), le Asturie (Gijón e Avilés) e la Galizia. È piuttosto impegnativo a causa dei forti dislivelli lungo le pendici della cordigliera Cantabrica.
- La Via de la Plata: ha inizio a Siviglia, in Andalusia, e sale verso Santiago attraversando l'Estremadura e la Castiglia.

### Credenziale

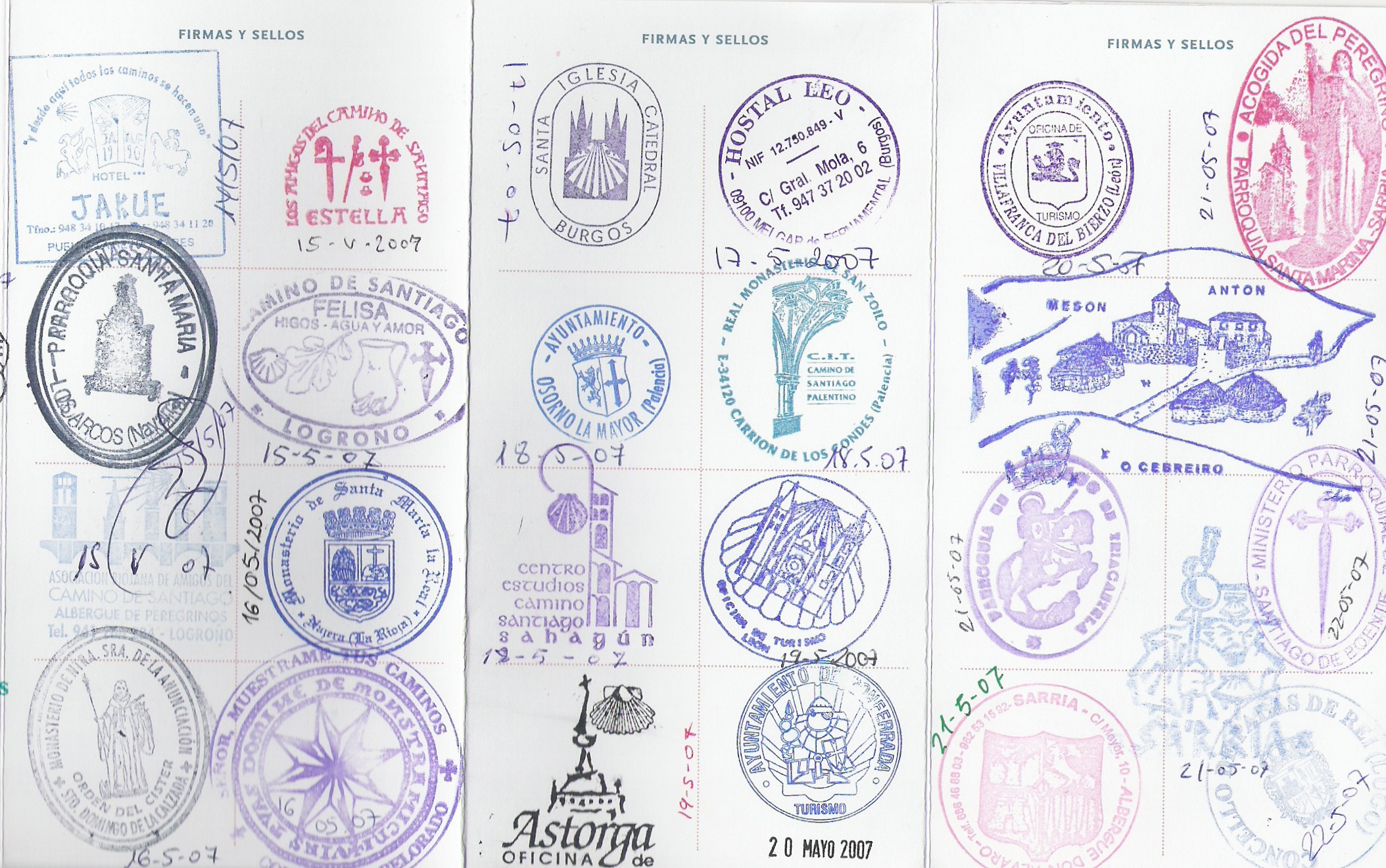
Una credencial con i timbri di San Giacomo ottenuti lungo il Camino Francés in Spagna

La maggior parte dei pellegrini si munisce di un documento chiamato credencial, che è una sorta di passaporto e permette di avere accesso agli albergue durante il percorso. La credenziale viene timbrata in tutti i posti in cui il pellegrino ha mangiato o dormito e occorre mostrarla all'Oficina del Peregrino a Santiago, sia come prova di aver compiuto il viaggio secondo un percorso ufficiale, sia di avere i requisiti per ricevere la compostela.
Al giorno d'oggi esiste un modello ufficiale di credenziale, che viene rilasciata dall'Oficina del Peregrino della Diocesi di Santiago di Compostela. Si può ottenere richiedendola presso le istituzioni autorizzate alla distribuzione, come parrocchie, associazioni o confraternite. In Italia, ad esempio, viene rilasciata dalla Confraternita di San Jacopo di Compostella, con sede a Perugia.

### Ostelli
In Spagna, Francia e Portogallo, gli ostelli con dormitori provvedono al pernottamento dei pellegrini che sono in possesso della credenziale. In Spagna, questo tipo di sistemazione viene chiamata "albergue". Questi ostelli possono essere parrocchiali, municipali, privati oppure di associazioni di pellegrini. Occasionalmente sono situati all'interno di monasteri, come quello di Samos in Galizia, gestito da monaci, oppure quello di Cornellana nelle Asturie.
In passato, l'ostello finale era il famoso Hostal dos Reis Católicos, fatto costruire nel 1509 da Ferdinando e Isabella nella Praza do Obradoiro e che oggi è stato trasformato in un Parador a 5 stelle.

### La conchiglia

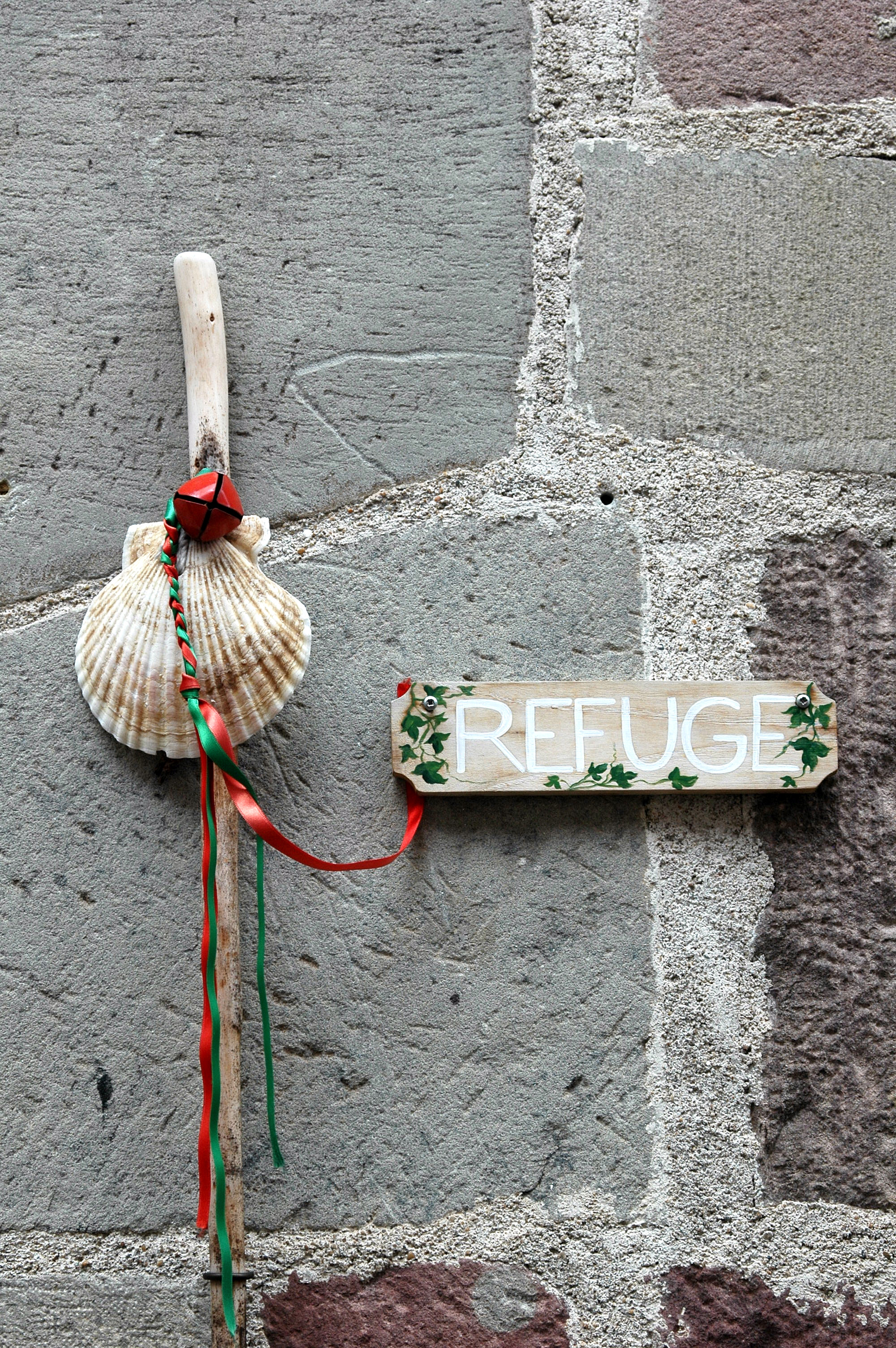
Simboli dei pellegrini: la conchiglia (la concha) e il bastone (el bordón)

Il più famoso dei simboli del cammino di Santiago è sicuramente la conchiglia (concha). Si tratta di Pecten jacobaeus, normalmente conosciuta come capasanta, un mollusco bivalve molto diffuso sulle coste atlantiche della Galizia. Tale icona, di cui si ha la prima testimonianza attorno al 1125 nel convento di Santa Marta di Tera, nel comune di Camarzana, ha sempre accompagnato i pellegrini che erano soliti portarla addosso, appesa al collo oppure cucita sul cappello o sull'abito.
Il suo utilizzo deriva da una leggenda secondo la quale la barca che stava trasportando i resti dell'apostolo dalla Palestina alla Galizia fu colpita da una tempesta e rimase alla deriva mentre si stava avvicinando alla costa, rischiando il naufragio; in quel momento stava avendo luogo un matrimonio sulla spiaggia e lo sposo, vedendo il pericolo, decise di entrare in mare col suo cavallo per offrire il proprio aiuto, ma fu travolto da un'onda gigantesca che lo portò in profondità. Allora pregò e sentì una strana forza trascinarlo verso la riva: cavallo e cavaliere emersero dalle acque proprio mentre la barca che trasportava i resti dell'apostolo raggiungeva la spiaggia e tutti notarono che erano entrambi completamente coperti di conchiglie. Tutti considerarono la salvezza come un miracolo dovuto all'intercessione del corpo trasportato nella barca e quindi l'immagine di Santiago fu unita per sempre con la conchiglia.
Dal punto di vista simbolico la conchiglia ha numerosi significati: può essere associato all'esecuzione di opere buone per la sua somiglianza con le dita di una mano aperta, alla rinascita personale come rappresentato da Botticelli nella Nascita di Venere, all'inizio di un percorso per la sua somiglianza con una zampa d'oca.
In realtà, la ragione più probabile del fatto che il guscio di capasanta sia diventato un emblema dei pellegrini per Compostela non è altro che l'abbondanza di questo mollusco sulle coste galiziane (analogamente al ramo di palma, comune in Terra Santa, è diventato il simbolo di coloro che avevano compiuto un pellegrinaggio a Gerusalemme). La conchiglia serviva a identificare coloro che avevano fatto il pellegrinaggio a Santiago quando tornavano nelle loro terre, a volte molto lontane.
Papa Benedetto XVI fece inserire la conchiglia sul suo stemma pontificio. Essa è anche il simbolo presente nello stemma dell'antico monastero di Schotten, presso Ratisbona in Baviera, cui Joseph Ratzinger si sentiva 
spiritualmente molto legato.

### Compostela

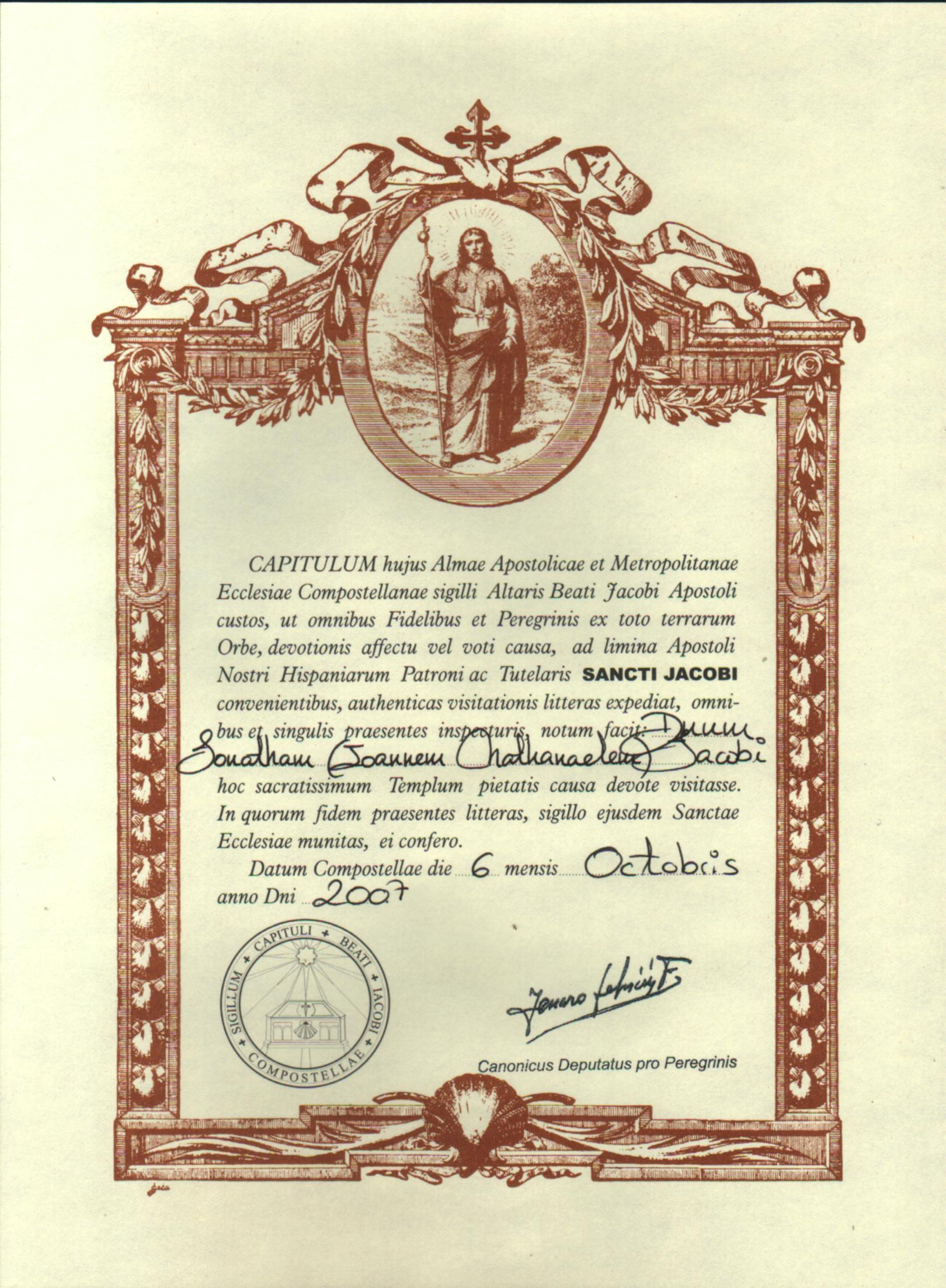
La compostela

La compostela è un certificato che viene conferito ai pellegrini che completano il Cammino. Viene rilasciata dall'Oficina del Peregrino a coloro che sono in possesso dei seguenti tre requisiti: 1) aver percorso il Cammino con una motivazione religiosa o spirituale; 2) aver percorso almeno gli ultimi 100 km a piedi o a cavallo, oppure 200 km in bicicletta. In pratica il primo punto di partenza riconosciuto valido sul Camino Francés è la città di Sarria, dalla quale parte il 27,7% dei pellegrini; 3) aver raccolto sulla credenziale almeno due timbri al giorno, nei luoghi attraversati durante il Cammino (preferibilmente di chiese, albergues, monasteri, cattedrali e altri luoghi legati al Cammino).
Nel 1122 il papa Callisto II accordò alla diocesi di Santiago il privilegio di concedere l'indulgenza plenaria a tutti coloro che ricevevano la compostela in un anno in cui la festa del Santo (25 luglio) cadeva di domenica. Ancora oggi questo avviene durante il cosiddetto "Anno Santo Compostelano"; l'ultimo che si è celebrato è stato il 2021, il prossimo sarà il 2027.

### Messa del pellegrino
Ogni giorno nella Cattedrale vengono tenute due messe del pellegrino: una alle 12:00 e l'altra alle 19:00. Prima della messa vengono annunciate le nazionalità di origine e il luogo di partenza dei pellegrini che hanno ricevuto la compostela durante il giorno precedente.
Il botafumeiro, uno dei più grandi turiboli del mondo, viene utilizzato durante alcune festività e durante le messe del venerdì. Esso pesa 53 kg e attraverso una manovra molto particolare viene azionato fino a raggiungere la velocità di 68 km/h.
I sacerdoti somministrano le confessioni in diverse lingue.

### Finisterre

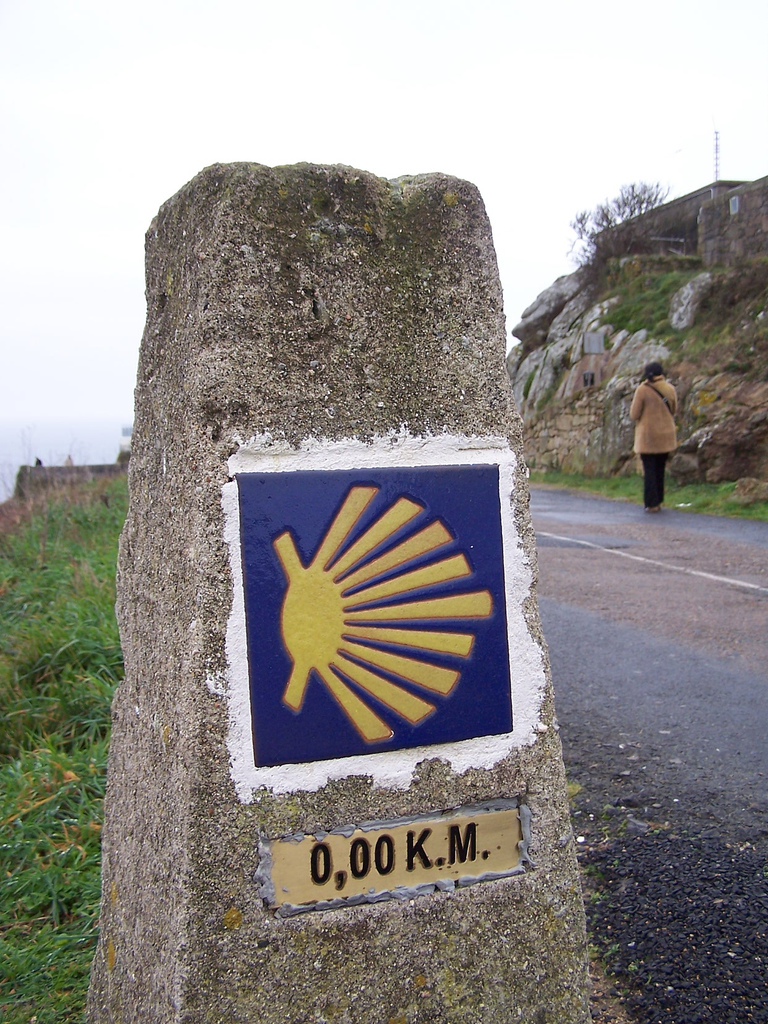
Il cippo del "chilometro zero" a Finisterre

Dopo aver raggiunto la Cattedrale di Santiago di Compostela, alcuni pellegrini decidono di proseguire il Cammino per altri 87 km (di solito compiuti in tre giorni) raggiungendo Finisterre, che un tempo era considerato il termine delle terre conosciute. La tradizione vuole che i pellegrini qui compiano un bagno nell'oceano in segno di purificazione, brucino un indumento indossato durante il cammino e infine raccolgano una delle conchiglie che si trovano sulla spiaggia, a prova dell'avvenuto pellegrinaggio. Presso il faro è presente il cippo con il chilometro zero del Cammino di Santiago, simbolo frequentemente fotografato da turisti e pellegrini, nonché la croce sul mare presso cui è d'uso lasciare una pietra come ricordo del passaggio.
Aggiungendo un ulteriore giorno di cammino si possono coprire gli ultimi 33 km arrivando fino a Muxía, sulla Costa da Morte, legata al culto Jacobeo dal Santuario della Virxe da Barca o Nosa Señora da Barca, posta nel capo vicino al paese. Secondo la tradizione, la Vergine arrivò a Muxia su una nave di pietra per incoraggiare l’Apostolo Giacomo a compiere la sua predicazione nel nord della penisola iberica. La chiesa sorge di fronte a un celebre luogo di culto megalitico, centrato sulla Pedra de Abalar ("la pietra oscillante"), che i pellegrini fanno oscillare in cerca del suo punto di equilibrio.

## Il cammino di Santiago nella cultura di massa

### Letteratura
Nel 1987 Paulo Coelho, dopo aver compiuto il pellegrinaggio, pubblicò il libro Il Cammino di Santiago, nel quale espose un resoconto della propria esperienza del Cammino in chiave esoterica, iniziatica e spiritistica, contribuendo a ridarne popolarità.
Egli lo descrive come il «Cammino di Spade», uno dei quattro pellegrinaggi compiuti nel Medioevo insieme al Cammino di Roma (associato ai Bastoni), al Cammino di Gerusalemme (associato alla Coppa del Graal), e ad un quarto segreto associato ai Denari.

### Film e televisione
- La via lattea, film del 1969, diretto da Luis Buñuel, ha lo scopo di criticare la Chiesa cattolica e i suoi dogmi.
- St. Jacques… La Mecque, film francese del 2005, diretto da Coline Serreau, racconta la storia di due fratelli e una sorella che percorrono il Cammino da Puy-en-Velay a Santiago de Compostela per poter ereditare la fortuna della madre.
- Il cammino per Santiago, film del 2010 di Emilio Estevez, con Martin Sheen che interpreta un padre che decide di completare il Cammino che il figlio ha dovuto interrompere. È stato presentato al Toronto International Film Festival.[63]
- Sei vie per Santiago, film-documentario del 2014 di Lydia B. Smith, che raccoglie sei storie vere di persone incontrate lungo il Cammino, che sintetizzano le innumerevoli esperienze che s’intrecciano lungo la via per Compostela.[64]
- Ti porto io, film-documentario del 2017, diretto da Chris Karcher e Terry Parish, racconta la storia di due migliori amici che compiono gli 800 km del Cammino, nonostante uno dei due sia costretto in carrozzina per una rara malattia neurologica.[65]

### Riferimenti bibliografici
- AA.VV., I testi italiani del viaggio e pellegrinaggio a Santiago de Compostela e Diorama sulla Galizia, a cura di Paolo Caucci von Saucken, Napoli, Edizioni Scientifiche Italiane, 1983.
- (ES) Manuel Castañeiras, La meta del camino. La catedral de Santiago de Compostela en tiempos de Diego Gelmírez, in Los caminos de Santiago. Arte, historia y Literatura, Saragozza, Institución Fernando el Católico, 2005,  pp. 231-252. URL consultato il 2 aprile 2020.
- Carlo Cataldo, La conchiglia di S. Giacomo, Alcamo, Edizioni Campo, 2001. URL consultato il 10 aprile 2020.
- Paolo Caucci von Saucken, Guida del pellegrino di Santiago – Libro quinto del Codex Calixtinus, Milano, Jaca Book, 1989, ISBN 978-88-16-40236-2. URL consultato il 10 aprile 2020.
- Paolo Caucci von Saucken, Santiago, L'Europa del pellegrinaggio, Milano, Jaca Book, 1993, ISBN 978-88-16-60141-3.
- Paolo Caucci von Saucken e Paolo Asolan, Cammini in Europa. Pellegrinaggi antichi e moderni tra Santiago, Roma e la Terrasanta, Milano, Terre di Mezzo, 2005, ISBN 978-88-61-89055-8.
- Andrea Conti, Il cammino delle stelle. Sui passi dei pellegrini medievali a Santiago di Compostella, Cinisello Balsamo, Edizioni San Paolo, 2013, ISBN 978-88-21-57819-9.
- (ES) José Suárez Otero, Del Locus Sancti Iacobi al burgo de Compostela, Santiago di Compostela, Università di Santiago di Compostela, 2003. URL consultato il 2 aprile 2020.
- Denise Péricard-Méa, Compostela e il culto di san Giacomo nel Medioevo, Bologna, Il Mulino, 2004, ISBN 978-88-15-09092-8.
- (ES) Robert Plötz, El Camino de Santiago Puente histórico de comunicación entre las naciones europeas y signo de la nueva Europa (PDF), su caminodesantiagoestella.org. URL consultato il 6 aprile 2020.
- (ES) Manuel Álvarez Rodríguez e Laura García Calvo, La concha del peregrino (Pecten jacobaeus), símbolo del Camino de Santiago (PDF), in Ambiociencias, n. 8, Università di León, 2011,  pp. 12-20, ISSN 1988-3021 (WC · ACNP). URL consultato il 9 aprile 2020.
- (EN) Walter Starkie, The Roads to Santiago: Pilgrims of St. James, Berkeley, University of California Press, 1965  [1957]. URL consultato il 9 aprile 2020.
- (ES) Luis Vázquez de Parga, José Maria Lacarra e Juan Uría Ríu, Las peregrinaciones a Santiago de Compostela, I, Madrid, Consiglio superiore delle ricerche scientifiche, 1948. URL consultato il 2 aprile 2020.
- (ES) Luis Vázquez de Parga, José Maria Lacarra e Juan Uría Ríu, Las peregrinaciones a Santiago de Compostela, II, Madrid, Consiglio superiore delle ricerche scientifiche, 1949. URL consultato il 2 aprile 2020.
- (ES) Luis Vázquez de Parga, José Maria Lacarra e Juan Uría Ríu, Las peregrinaciones a Santiago de Compostela, III, Madrid, Consiglio superiore delle ricerche scientifiche, 1949. URL consultato il 2 aprile 2020.

### Letture consigliate
- Gianni Amerio, In cammino per Santiago. Storie, pensieri, incontri., Torino, Edizioni L'Età dell'Acquario, 2015, ISBN 978-88-71-36598-5.
- Fabrizio Ardito, Peregrinos. 33 Giorni a piedi lungo il Camino de Santiago, Milano, Touring, 2005, ISBN 978-88-36-53324-4.
- Paolo Asolan, A Santiago. Diario di un prete sul «camino», Bologna, Marietti 1820, 2006, ISBN 978-88-21-16679-2.
- Alessio Barletti, La Flecha Amarilla – Lungo il Camino di Santiago, Prato, Città ideale, 2003, ISBN 8887699526.
- Enrico Brizzi, Il sogno del drago. Dodici settimane sul Cammino di Santiago da Torino a Finisterre, Milano, Ponte alle Grazie, 2017, ISBN 978-88-68-33718-6.
- Mario Calcagnile, El Camino de Santiago – con un sasso in mano – un Salentino a Compostela, Lecce, Calcangeli, 2008, ISBN 978-88-89-58715-7.
- Gustavo Cannizzaro, Verso Santiago. Diario di un viaggio a piedi, Gioiosa Jonica, Corab, 2007, ISBN 978-88-89-42303-5.
- Massimo Cardoni, Sulla strada di Santiago, 4ª ed., Cinisello Balsamo, Edizioni San Paolo, 2009, ISBN 978-88-21-55128-4.
- Francesca Cosi, Alessandra Repossi, Il bastone e la conchiglia: guida pratica e spirituale al Cammino di Santiago, Milano, Ancora, 2007, ISBN 978-88-51-40741-4.
- Alfonso Curatolo e Miriam Giovanzana, Guida al Cammino di Santiago de Compostela, 12ª ed., Milano, Terre di mezzo, 2019, ISBN 978-88-61-89543-0.
- Marco Dispenza, In cammino nelle scarpe di mio padre, Roma, Edizioni dei Cammini, 2016, ISBN 978-88-99-24015-8.
- Franco Facco, Un pellegrinaggio a Santiago di Compostela. Con il corpo, lo spirito e la luce, Torino, Psiche, 2012, ISBN 978-88-96-09322-1.
- Bruno Galante, Buen camino. Sulle orme dei pellegrini che da undici secoli a piedi sono diretti a Santiago de Compostela, Firenze, Codex Uno, 2005, ISBN 978-88-90-21700-5.
- Hape Kerkeling, Vado a fare due passi, Milano, Corbaccio, 2016, ISBN 978-88-99-24015-8.
- Davide Gandini, Il Portico della Gloria. Lourdes, Santiago de Compostela, Finisterre a piedi, Bologna, EDB, 1996, ISBN 978-88-10-50933-3.
- Cees Nooteboom, Verso Santiago – Itinerari spagnoli, Milano, Feltrinelli, 1992, ISBN 978-88-07-81376-4.
- Piergiorgio Odifreddi e Sergio Valzania, La Via Lattea, Milano, TEA, 2013, ISBN 978-88-50-23299-4.
- Cees Nooteboom, Verso Santiago. Digressioni sulle strade di Spagna, traduzione di Laura Pignatti, Matteo Nucci, introduzione, Milano, Iperborea, 2023, ISBN 9788870916676, OCLC 1391662201.